# Łubianka (Sokółka)
Pour les articles homonymes, voir Łubianka.
Łubianka est une localité polonaise de la voïvodie de Podlachie et du powiat de Sokółka.